# Nat e il segreto di Eleonora
Nat e il segreto di Eleonora (Kérity, la maison des contes) è un film d'animazione franco-italiano del 2009 di Dominique Monféry, uscito nelle sale italiane venerdì 2 aprile 2010 su distribuzione Ripley's Film.

## Trama
La famiglia di Nat eredita dalla zia Eleonora la sua casa sulla scogliera. Giunti alla nuova dimora, i suoi genitori leggono una lettera della donna dove sono espresse le sue ultime volontà. Angelica riceve una vecchia bambola, mentre il fratellino Nat riceve le chiavi di una stanza segreta della casa, di cui la zia gli raccontava quando gli leggeva le sue storie preferite. Il bambino scoprirà che in quella camera si nasconde una biblioteca di libri in edizione originale, i cui personaggi prendono vita ed escono dai propri libri. Il compito di Nat sarà quello di pronunciare una frase magica per permettere alle fiabe di vivere ancora e di far sognare i bambini, ma non ha ancora imparato a leggere. La decisione di vendere i libri al rigattiere Ramazzatutto complicherà ulteriormente le cose....